# Флинн, Элизабет Герли
Элизабет Герли Флинн (англ. Elizabeth Gurley Flynn; 7 августа 1890 — 5 сентября 1964) — американская коммунистка, суфражистка и феминистка. Одна из основателей Американского союза гражданских свобод и ключевых деятелей синдикалистского профсоюза Индустриальные рабочие мира, председатель Коммунистической партии США в 1961—1964 годах.

## Биография
Элизабет Флинн родилась в Конкорде (штат Нью-Гэмпшир) в 1890 году. В 1900 году с семьёй переехала в Нью-Йорк, где училась в местных школах, в частности, в Morris High School. Родители с детства привили ей социалистические взгляды, и в 16-летнем возрасте Элизабет выступила в Социалистическом клубе в Гарлеме с лекцией «Что социализм сделает для женщин». Общественная деятельность настолько увлекла Элизабет, что она бросила школу, не окончив её, о чём впоследствии сожалела.
В 1907 году Элизабет познакомилась с Д. Джонсом, местным функционером организации Индустриальные рабочие мира, который был на шестнадцать лет старше неё, и в 1908 году вышла за него замуж. В браке у них родилось двое сыновей — Джон Винсент, который умер через несколько дней после рождения, и Фред Флинн (1910—1940).
В 1907 году Флинн стала полноправным функционером Индустриальных рабочих мира, и приняла участие в первом съезде ИРМ в сентябре того же года. В течение следующих нескольких лет она вела работу среди швейников Пенсильвании, ткачей Нью-Джерси, рабочих ресторанов Нью-Йорка, шахтёров Миннесоты, Монтаны, штата Вашингтон, и текстильщиков в Массачусетсе. За её кипучую деятельность писатель Теодор Драйзер дал Флинн прозвище «Ист-сайдская Жанна д’Арк». За это время Флинн была арестована десять раз, но никогда не была приговорена к тюремному заключению. В 1916 году из-за разногласий с руководством ИРМ была исключена из организации вместе с группой Джо Эттора.
В 1920 году Флинн была одним из основателей Американского союза гражданских свобод и принимала активное участие в кампании против осуждения Сакко и Ванцетти. Наряду с борьбой за права рабочих, Флинн вела борьбу за права женщин, включая контроль над рождаемостью и предоставление женщинам избирательного права. Флинн также подвергала критике руководство профсоюзов за то, что там доминируют мужчины, в силу чего профсоюзы не отражают интересы женщин.
На протяжении 1926−1936 годов Элизабет Флинн жила на юго-западе Портленда вместе с суфражисткой и анархисткой Мери Эки. Несмотря на плохое здоровье, Флинн продолжала общественную активность, в частности, принимала активное участие в забастовке докеров Западного побережья 1934 года. В 1936 году Флинн вступила в Коммунистическую партию США и вела феминистскую колонку в партийном издании Daily Worker. Два года спустя она была избрана в национальный комитет компартии США. В 1940 году принадлежность Флинн к коммунистической партии привела к исключению её из совета Американского союза гражданских свобод.

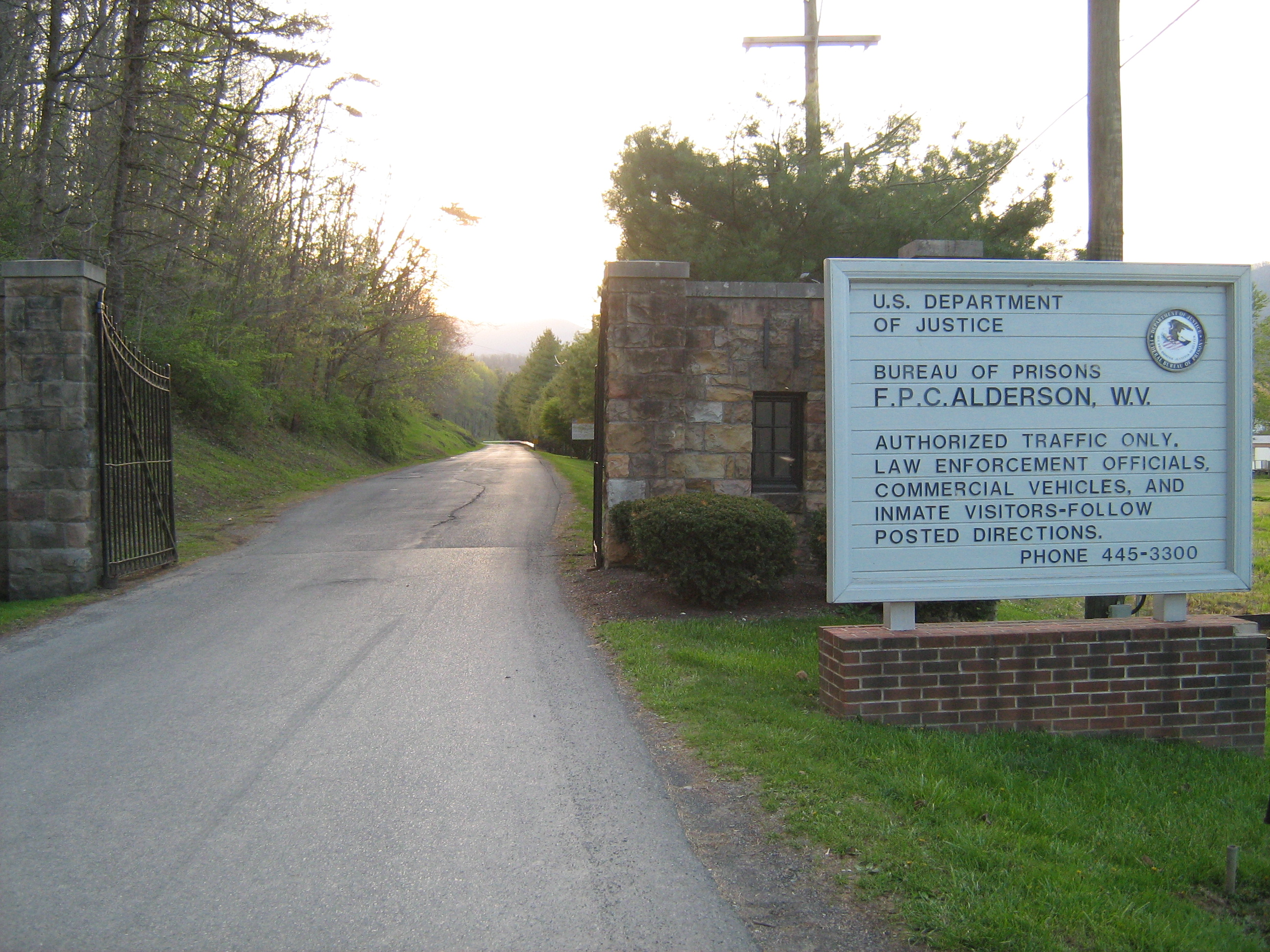
Ворота федеральной тюрьмы Олдерсон, где Флинн отбывала заключение

Во время Второй мировой войны Флинн играла важную роль в кампании за равные с мужчинами экономические возможности для женщин (включая равную оплату за труд) и создание центров дневного ухода для работающих матерей. На выборах в Конгресс 1942 года она баллотировалась по одному из округов в Нью-Йорке, набрав 50 000 голосов, но не была избрана. В июле 1948 году было арестовано 11 лидеров компартии США, включая её председателя Уильяма Фостера и генерального секретаря Юджина Денниса. Им было предъявлено обвинение в нарушении Акта Смита, а именно, что они «устроили заговор… как Коммунистическая партия с целью пропаганды и обучения принципам марксизма-ленинизма», а также «с целью публикации и распространения книг, статей, журналов и газет защищающих принципы марксизма-ленинизма». По итогам процесса 10 обвиняемых были приговорены к пяти годам тюремного заключения и штрафу в 10 000 долларов, а 11-й обвиняемый, Роберт Томпсон — к трём годам тюрьмы. Верховный суд США в 1951 году поддержал вердикт шестью голосами судей против двух при двух воздержавшихся.
Флинн начала кампанию за освобождение обвиняемых, но в 1951 году, в ходе второй волны арестов, сама была арестована и после девяти месяцев судебного разбирательства признана виновной в нарушении Акта Смита и приговорена к двум годам тюремного заключения, которое отбывала в федеральной тюрьме Олдерсон, Западная Вирджиния. Позже она написала книгу о своем заключении The Alderson Story: My Life as a Political Prisoner (в русском переводе — «В Олдерсонской тюрьме. Записки политзаключенной»).
После освобождения из тюрьмы Флинн возобновила свою деятельность в левых и коммунистических организациях, и в 1961 году стала национальным председателем Коммунистической партии США. В последние годы жизни несколько раз посещала СССР, где и умерла 5 сентября 1964 года в возрасте 74 лет. В соответствии с её последней волей, останки Флинн были перевезены в США для захоронения на кладбище Вальдхейм в Чикаго, рядом с могилами Юджина Денниса, Билла Хейвуда и жертв хеймаркетского бунта 1886 года.